# Croatoan (SF priča)
Croatoan je naziv priče SF-pisca Harlana Ellisona, "odurne priče o čovjeku koji progoni abortirani fetus pošto ga je iz ormara pustio u kanalizaciju New Yorka, da bi u toj kanalizaciji došao do zapanjujućeg (i apsurdnog) otkrića."  Po priči je napravljen i strip (1978). 
Vidi i:
- otok Croatoan

## Vanjske poveznice
- strip Croatoan  Arhivirana inačica izvorne stranice od 17. studenoga 2005. (Wayback Machine)
- Citirana recenzija priče "Croatoan" (i ostalih Ellisonovih djela)